# CCR5

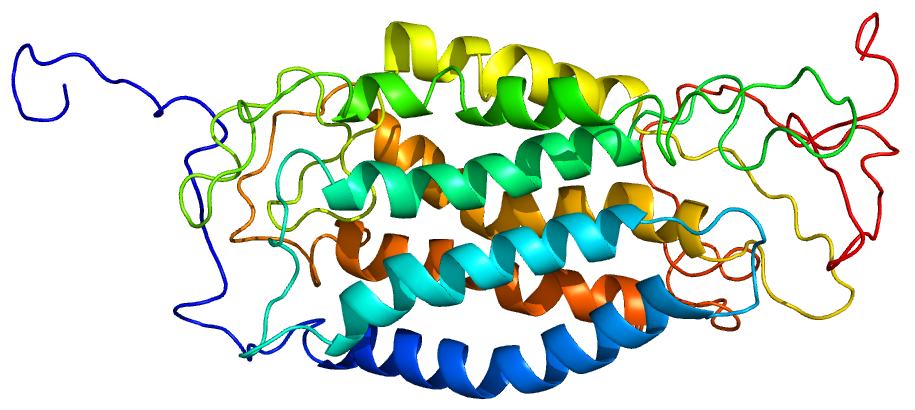
Representación de la proteína CCR5

C-C quimiocina receptora de tipo 5, conocida como CCR5, es una proteína que en los humanos está codificada por el gen CCR5. Es un miembro de la familia de receptores de quimiocinas beta de las proteínas integrales de membrana.
En los humanos, la ubicación del gen CCR5 se encuentra en el brazo corto (p) en la posición 21 del cromosoma 3. Ciertas poblaciones han sido inmunes a la mutación de Delta 32 resultando en la deleción genética de una porción del gen CCR5. Los portadores de esta mutación homocigótica son resistentes a las cepas de la infección por VIH-1 M-trópico.
La proteína CCR5 también ha sido recientemente designada CD195 (un cúmulo de diferenciación de las moléculas de adhesión celular presentes en los glóbulos blancos). La proteína CCR5 es una "siete proteína transmembrana" (7TM), que funciona como un receptor de quimiocinas en el grupo de quimiocina CC. Los ligandos naturales de las quimiocinas que se unen a este receptor son RANTES(Regulated upon Activation, Normal T-cell Expressed, and Secreted, una proteína citoquina quimiotáctica también conocida como CCL5) y proteínas inflamatorias del macrófago (MIPS) 1α y 1β (también conocidos como CCL3 y CCL4). CCR5 está predominantemente expresada en los linfocitos T, macrófagos, células dendríticas y la microglía. Es probable que CCR5 desempeñe un papel en la respuesta inflamatoria a la infección, aunque su papel exacto en la función inmune normal, no está claro.

## VIH
El VIH comúnmente utiliza CCR5 o CXCR4 como co-receptor para entrar en sus células de destino. Varios receptores de quimiocinas pueden funcionar como correceptores virales, pero CCR5 es probable que sea el correceptor fisiológicamente más importante durante la infección natural. Los ligandos normales para este receptor (RANTES, MIP-1β y MIP-1α) son capaces de suprimir la infección por VIH-1 in vitro. En las personas infectadas con el VIH, los CCR5, que son controlados por el virus, son la especie predominante aislada durante las primeras etapas de la infección viral, lo que sugiere que estos virus pueden tener una ventaja selectiva durante la transmisión o la fase aguda de la enfermedad. Por otra parte, al menos la mitad de todos los individuos infectados sólo albergan CCR5 manipulado por el virus durante todo el transcurso de la infección.
Un número de nuevos medicamentos experimentales contra el VIH, llamados inhibidores de entrada, se han diseñado para interferir con la interacción entre el CCR5 y el VIH, incluyendo PRO 140 (Progenics), Vicriviroc (Schering Plough), Aplaviroc (GW-873140) (GlaxoSmithKline) y Maraviroc (Reino Unido -427.857) (Pfizer). Un problema potencial de este enfoque es que, mientras que CCR5 es el principal co-receptor por el que el VIH infecta a las células, no es el único co-receptor de tales causas. Es posible que bajo la presión selectiva, el VIH evolucione para utilizar otro co-receptor. Sin embargo, en el examen de resistencia viral a AD101 (un antagonista del CCR5 molecular) se indica que los virus resistentes no cambiaron a otro correceptor (CXCR4), pero persistió en CCR5 utilizando, ya sea a través de la unión a dominios alternativos de CCR5, o por la unión al receptor en una mayor afinidad. El desarrollo de Aplaviroc se ha terminado debido a problemas de seguridad (toxicidad hepática potencial).

## CCR5 Delta 32

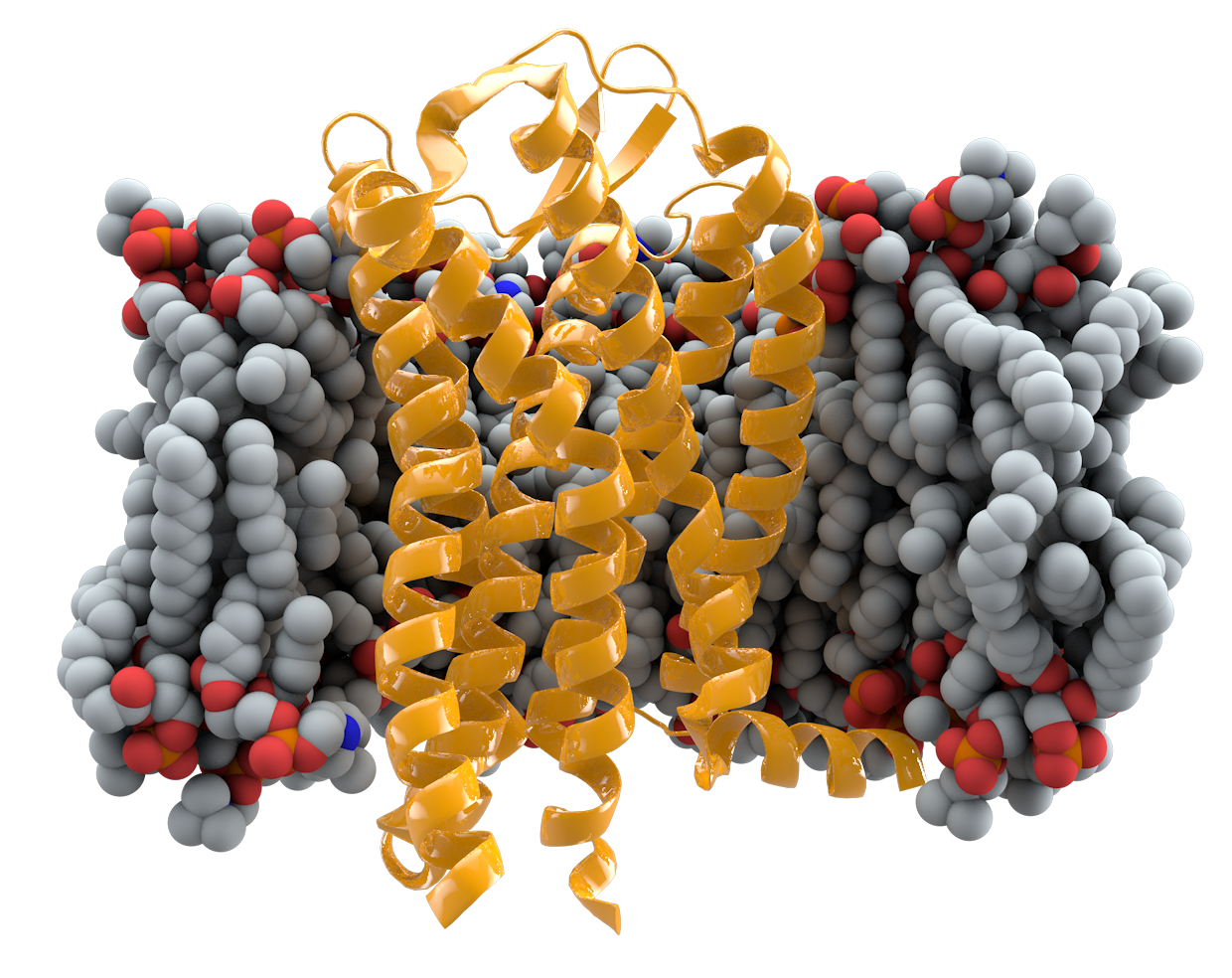
Representación del CCR5 en la membrana.

CCR5-Δ32 (o CCR5-D32 o CCR5 delta 32) es una variante genética del CCR5.
CCR5-Δ32 es una mutación de deleción de un gen que tiene un impacto específico sobre la función de las células T. CCR5-Δ32 está ampliamente disperso en el norte de Europa y en los que tienen ascendencia de esta zona. Se ha hipotetizado que este alelo se vio favorecido por la selección natural durante la Peste Negra. Esta fecha se contradice con supuestas pruebas de CCR5-Δ32 en muestras de la Edad de Bronce, a niveles comparables de la población europea moderna. La investigación de la Universidad de California en Berkeley, publicada en 2003 indica que la viruela puede ser otro candidato que produjo un alto nivel de la mutación en la población europea.
El alelo tiene un efecto negativo en la función de las células T, pero parece proteger contra la viruela y el VIH. Se demostró en el laboratorio que la enterobacteria Yersinia pestis no se asocia con el CCR5. Los individuos con el alelo Δ32 del CCR5 están sanos, lo que sugiere que el CCR5 es en gran parte prescindible. Sin embargo, al parecer, el CCR5 desempeña un papel importante en la mediación de la resistencia a la infección por el virus del Nilo Occidental en seres humanos. Los individuos con CCR5-Δ32 han demostrado tener, de forma desproporcionada, un mayor riesgo de contraer el virus del Nilo Occidental en los estudios, que indica que no todas las funciones del CCR5 pueden ser compensadas por otros receptores.
Mientras el CCR5 tiene múltiples variantes en su región de codificación, la deleción de un segmento de 32-pb da como resultado un receptor no funcional, evitando así la entrada del VIH R5. Dos copias de este alelo ofrecen una mayor protección contra la infección por el VIH. Este alelo se encuentra en un 14.5% de los europeos, pero es raro en los africanos y los asiáticos. Varios estudios a personas infectadas por el VIH han demostrado que la presencia de una copia de este alelo, retrasa la progresión de la enfermedad del sida aproximadamente 2 años. CCR5-Δ32 disminuye el número de proteínas del CCR5 en la parte exterior de la célula CD4, que puede tener un gran efecto sobre las velocidad de progresión de la enfermedad. Es posible que una persona con el alelo del receptor CCR5-Δ32 no se infectara con el VIH cepa R5. Varias empresas privadas ofrecen pruebas de CCR5-Δ32.
En 2008, médicos alemanes anunciaron que un paciente con leucemia infectado por el VIH había recibido un trasplante de médula ósea de un donante homocigoto para el rasgo CCR5-Δ32. Después de 600 días, el paciente estaba sano y tenía niveles indetectables de VIH en la sangre, en el cerebro y los tejidos del recto examinados. Antes del trasplante, se detectaron bajos niveles del VIH X4 ya que no utiliza el receptor CCR5. Tras el trasplante, sin embargo, este tipo de VIH no fue detectado, algo desconcertante para los médicos. Sin embargo, esto es consistente con la observación de que las células que expresan la falta variante de la proteína CCR5-Δ32, tanto el CCR5 como el CXCR4, son receptores en su superficie, lo que confiere resistencia a una amplia gama de variantes del VIH, incluido el VIH X4.
En 2009, investigadores de la Universidad de Pensilvania, comenzaron a inscribir a pacientes VIH-positivos en un ensayo clínico en el que las células de los pacientes eran genéticamente modificadas para tener el CCR5 rasgo-Δ32. Después, volvían a introducirlo en el cuerpo como un poderoso tratamiento contra el VIH. El trasplante de células madre CCR5-Δ32 en un paciente VIH-positivo ha tenido éxito reduciendo la reproducción viral y efectivamente curando a la persona del VIH.

## Interacciones
Se ha demostrado que CCR5 interactúa con CCL5 y con CCL3L1.
Similitud en la recepción del COVID-19:
La enfermedad por coronavirus 2019 (COVID-19) es causada por el síndrome respiratorio agudo severo coronavirus 2 (SARS-CoV-2) (Paces et al. 2020). Se reconoce que varios factores afectan la prevalencia y la gravedad variables. de COVID-19, incluida la situación económica y el nivel de los servicios de salud en diferentes países, las diferencias en la densidad de población y la distribución demográfica por edades, las comorbilidades de los pacientes infectados (hipertensión, obesidad, diabetes, enfermedad renal crónica, cáncer, tabaquismo), etc. Las diferencias considerables entre individuos y entre poblaciones en el resultado de la COVID-19 también pueden depender de factores genéticos del huésped. Para identificar biomarcadores genéticos relevantes del riesgo de COVID-19, estudios recientes han explorado polimorfismos de varios genes que parecen afectar la susceptibilidad al SARS-CoV-2 o la gravedad de la COVID-19. El receptor de quimiocina CC tipo 5 (CCR5) es un receptor de quimiocina expresado por numerosos leucocitos, incluidos macrófagos, células T y células dendríticas, y se ha demostrado que desempeña un papel importante en la dirección de los leucocitos al sitio de la inflamación. Por lo tanto, CCR5 es uno de los puntos de control importantes para promover la inflamación en COVID-19 (Esmaeilzadeh y Elahi 2021). El alelo menor CCR5-Δ32 (rs333) es una variante genética interesante, considerando el papel de CCR5 en algunas infecciones virales (Mehlotra 2020). Por ejemplo, se ha asociado con la prevención de la transmisión del VIH y el retraso de la progresión al SIDA. Dadas las similitudes estructurales entre el VIH-1 y el SARS-CoV-2, se han propuesto agentes anti-SIDA como inhibidores potenciales de la entrada del SARS-CoV-2 a las células (Hubacek et al. 2021) y se ha propuesto el bloqueo del CCR5 mediado por leronlimab. Se ha demostrado que genera reducciones extremas en la viremia plasmática (Pattersson et al. 2020).

## Más Información
- Wilkinson D (1997). «Cofactors provide the entry keys. HIV-1». Curr. Biol. 6 (9): 1051-3. PMID 8805353. doi:10.1016/S0960-9822(02)70661-1.
- Broder CC, Dimitrov DS (1997). «HIV and the 7-transmembrane domain receptors». Pathobiology 64 (4): 171-9. PMID 9031325. doi:10.1159/000164032.
- Choe H, Martin KA, Farzan M, et al. (1998). «Structural interactions between chemokine receptors, gp120 Env and CD4». Semin. Immunol. 10 (3): 249-57. PMID 9653051. doi:10.1006/smim.1998.0127.
- Sheppard HW, Celum C, Michael NL, et al. (2002). «HIV-1 infection in individuals with the CCR5-Delta32/Delta32 genotype: acquisition of syncytium-inducing virus at seroconversion». J. Acquir. Immune Defic. Syndr. 29 (3): 307-13. PMID 11873082.
- Freedman BD, Liu QH, Del Corno M, Collman RG (2004). «HIV-1 gp120 chemokine receptor-mediated signaling in human macrophages». Immunol. Res. 27 (2-3): 261-76. PMID 12857973. doi:10.1385/IR:27:2-3:261.
- Esté JA (2004). «Virus entry as a target for anti-HIV intervention». Curr. Med. Chem. 10 (17): 1617-32. PMID 12871111. doi:10.2174/0929867033457098.
- Gallo SA, Finnegan CM, Viard M, et al. (2003). «The HIV Env-mediated fusion reaction». Biochim. Biophys. Acta 1614 (1): 36-50. PMID 12873764. doi:10.1016/S0005-2736(03)00161-5.
- Zaitseva M, Peden K, Golding H (2003). «HIV coreceptors: role of structure, posttranslational modifications, and internalization in viral-cell fusion and as targets for entry inhibitors». Biochim. Biophys. Acta 1614 (1): 51-61. PMID 12873765. doi:10.1016/S0005-2736(03)00162-7.
- Lee C, Liu QH, Tomkowicz B, et al. (2004). «Macrophage activation through CCR5- and CXCR4-mediated gp120-elicited signaling pathways». J. Leukoc. Biol. 74 (5): 676-82. PMID 12960231. doi:10.1189/jlb.0503206.
- Yi Y, Lee C, Liu QH, et al. (2004). «Chemokine receptor utilization and macrophage signaling by human immunodeficiency virus type 1 gp120: Implications for neuropathogenesis». J. Neurovirol. 10 Suppl 1: 91-6. PMID 14982745.
- Seibert C, Sakmar TP (2004). «Small-molecule antagonists of CCR5 and CXCR4: a promising new class of anti-HIV-1 drugs». Curr. Pharm. Des. 10 (17): 2041-62. PMID 15279544. doi:10.2174/1381612043384312.
- Cutler CW, Jotwani R (2006). «Oral mucosal expression of HIV-1 receptors, co-receptors, and alpha-defensins: tableau of resistance or susceptibility to HIV infection?». Adv. Dent. Res. 19 (1): 49-51. PMID 16672549. doi:10.1177/154407370601900110.
- Ajuebor MN, Carey JA, Swain MG (2006). «CCR5 in T cell-mediated liver diseases: what's going on?». J. Immunol. 177 (4): 2039-45. PMID 16887960.
- Lipp M, Müller G (2006). «Shaping up adaptive immunity: the impact of CCR7 and CXCR5 on lymphocyte trafficking». Verhandlungen der Deutschen Gesellschaft für Pathologie 87: 90-101. PMID 16888899.
- Balistreri CR, Caruso C, Grimaldi MP, et al. (2007). «CCR5 receptor: biologic and genetic implications in age-related diseases». Ann. N. Y. Acad. Sci. 1100: 162-72. PMID 17460174. doi:10.1196/annals.1395.014.
- Madsen HO, Poulsen K, Dahl O, et al. (1990). «Retropseudogenes constitute the major part of the human elongation factor 1 alpha gene family». Nucleic Acids Res. 18 (6): 1513-6. PMC 330519. PMID 2183196. doi:10.1093/nar/18.6.1513.
- Uetsuki T, Naito A, Nagata S, Kaziro Y (1989). «Isolation and characterization of the human chromosomal gene for polypeptide chain elongation factor-1 alpha». J. Biol. Chem. 264 (10): 5791-8. PMID 2564392.
- Whiteheart SW, Shenbagamurthi P, Chen L, et al. (1989). «Murine elongation factor 1 alpha (EF-1 alpha) is posttranslationally modified by novel amide-linked ethanolamine-phosphoglycerol moieties. Addition of ethanolamine-phosphoglycerol to specific glutamic acid residues on EF-1 alpha». J. Biol. Chem. 264 (24): 14334-41. PMID 2569467.
- Ann DK, Wu MM, Huang T, et al. (1988). «Retinol-regulated gene expression in human tracheobronchial epithelial cells. Enhanced expression of elongation factor EF-1 alpha». J. Biol. Chem. 263 (8): 3546-9. PMID 3346208.
- Brands JH, Maassen JA, van Hemert FJ, et al. (1986). «The primary structure of the alpha subunit of human elongation factor 1. Structural aspects of guanine-nucleotide-binding sites». Eur. J. Biochem. 155 (1): 167-71. PMID 3512269. doi:10.1111/j.1432-1033.1986.tb09472.x.